# Un premier amour
"Un premier amour" (Prva ljubav) je pjesma koju je Isabelle Aubret pjevala na Euroviziji 1962. i koja je na kraju natjecanja pobijedila.  Tekst pjesme je napisao Roland Valente a skladao ju je Claude Henri Vic.
Pjesma govori o prvoj ljubavi. Pjevačica naglašava kako je nikad ne zaboravljamo te kako ju pokušavamo uhvatiti cijeli život. Preispituje svog prvog ljubavnika te želi znati što je učinio od svog života nakon što ju je napustio. Također se obraća sama sebi pitajući se je li napravila u životu više od njega samoga. Sjeća se vremena kada su oboje bili mladi te svih onih poljubaca koji su bili više slučajni nego namjerni. Pjesmu završava zaključkom da oboje nisu znali što budućnost nosi kada su ušli u vezu. No, unatoč tome, snažno su se voljeli. 
Pjesma je u večeri natjecanja bila izvedena deveta po redu nakon Nizozemske (De Spelbrekers s pjesmom Katinka) i prije Norveške (Inger Jacobsen s pjesmom Kom Sol, Kom Regn). Osvojila je prvo mjesto s dvadeset i šest osvojenih bodova. Isabelle Aubret je šest godina kasnije sudjelovala na Pjesmi Eurovizije 1968. i osvojila treće mjesto.